# Hedžas
Hedžas (/hiːˈdʒæz, hɪˈ-/, arabsko ٱلْحِجَاز, latinizirano: al-Ḥijāz, dob. 'pregrada', hedžaska izgovorjava [alħɪˈdʒaːz]) je regija, ki vključuje večino zahodne Saudove Arabije, z mesti Meka, Medina, Džida, Tabuk, Džanbu, Taif in Baldžuraši. Zato je znana kot »Zahodna provinca« in na zahodu meji na Rdeče morje, na severu na Jordanijo, na vzhodu na Nadžd in na jugu na regijo 'Asir. Je najbolj kozmopolitska regija na Arabskem polotoku. Njeno največje mesto je Džida, ki je drugo največje mesto v Sadovi Arabiji, Meka in Medina pa sta četrto in peto največje mesto v državi.
Kot lokacija mest Meka in Medina, oziroma prvo in drugo najsvetejše mesto v islamu, je Hedžas pomemben v arabsko-islamski zgodovinski in politični krajini. Ta regija je najbolj naseljena v Saudovi Arabiji in arabščina je prevladujoči jezik, tako kot v preostali državi, pri čemer je hedžasi arabščina tu najbolj razširjeno narečje. Nekateri Hedžasi so etnično raznolikega izvora, čeprav je velika večina arabskega izvora.
Po islamskem izročilu je to območje rojstni kraj islamskega preroka Mohameda, ki je bil rojen v Meki, za katero lokalno velja, da so jo ustanovili njegovi predniki Abraham, Išmael in Hagar. Območje je postalo del njegovega imperija z zgodnjimi muslimanskimi osvajanji in je tvorilo del zaporednih kalifatov, najprej Rašidunskega kalifata, ki mu je sledil Omajadski kalifat in nazadnje Abasidski kalifat. Osmansko cesarstvo je imelo delni nadzor nad tem območjem; po njegovem razpadu je leta 1925 na kratko obstajalo neodvisno kraljestvo Hedžas, preden ga je osvojil sosednji sultanat Nedžd, s čimer je nastalo kraljestvo Hedžas in Nedžd. Septembra 1932 sta se kraljevini Hedžas in Nedžd pridružili saudskima dominionoma Al-Hasa in Katif, s čimer je nastala enotna Kraljevina Savdska Arabija.

## Etimologija
Ime regije izhaja iz glagola ḥajaza (حَجَز), iz arabskega korena ḥ-j-z (ح-ج-ز), kar pomeni 'ločiti', in se tako imenuje, ker ločuje deželo Nadžd na vzhodu od dežele Tihama na zahodu.

## Zgodovina

### Prazgodovina in antika
V Hedžasu so našli enega ali morda dva megalitska dolmena.
Hedžas vključuje Mahd adh-Dhahab (zibelka zlata) (23°30′13″N 40°51′35″E / 23.50361°N 40.85972°E) in vodni vir, ki je zdaj izsušen in je nekoč tekel 970 km severovzhodno do Perzijskega zaliva preko sistema Wādi Al-Rummah in Wādi Al-Bātin. Arheološke raziskave, ki so jih vodili Bostonska univerza in Univerza Qassim, kažejo, da je bil rečni sistem aktiven in 2500–3000 pr. n. št.
Po Al-Masudiju je bil severni del Hedžasa odvisen od kraljestva Judeja, po Butrusu al-Bustaniju pa so Judje v Hedžasu ustanovili suvereno državo. Nemški orientalist Ferdinand Wüstenfeld je menil, da so Judje ustanovili državo v severnem Hedžasu.
Severni del Hedžasa je bil del rimske province Arabija Petraea.

#### Obdobje Saleha
Prva svetovna dediščina Saudove Arabije in Hedžasa, ki jo je priznala Organizacija Združenih narodov za izobraževanje, znanost in kulturo, je Al-Hidžr. Ime Al-Ḥidžr (»Dežela kamnov« ali »Skalni kraj«) se pojavlja v Koranu. Mesto je znano po strukturah, vklesanih v skale, podobnih Petri. Gradnjo struktur pripisujejo ljudem Samuda. Lokacijo imenujejo tudi Mada'in Saleh (Mesta Saleha), saj se špekulira, da je mesto, kamor je bil poslan islamski prerok Saleh ljudstvo Samuda. Po izginotju Samuda iz Mada'in Saleha je prišlo pod vpliv drugih ljudi, kot so Nabatejci, katerih glavno mesto je bila Petra. Kasneje je ležal na poti, ki so jo uporabljali muslimanski romarji v Meko.

#### Obdobje Abrahama in Izmaela
Po arabskih in islamskih virih se je civilizacija Meke začela po tem, ko je Ibrāhīm (Abraham) sem pripeljal svojega sina Ismāʿīla (Išmaela) in ženo Hājar (Hagar), da sta zadnja dva ostala. Nekaj ljudi iz jemenskega plemena Jurhum se je naselilo pri njih in Isma'il naj bi se poročil z dvema ženskama, eno po ločitvi od druge, vsaj eno od njih iz tega plemena, in pomagali očetu zgraditi ali ponovno zgraditi Kaabo ('Cube'), kar bi imelo družbene, verske, politične in zgodovinske posledice za lokacijo in regijo.
Na primer, po arabskem ali islamskem prepričanju bi pleme Kurejši izhajalo iz Isma'ila ibn Ibrahima, imelo sedež v bližini Kaabe in vključevalo Muhammada ibn Abdullaha ibn Abdul-Muttaliba ibn Hašima ibn Abd Manafa. Od obdobja Jāhiliyyah ('nevednosti') do dni Mohameda so pogosto vojskujoča se arabska plemena v času romanja prenehala s sovražnostmi in odšla na romanje v Meko, kot je navdihnil Ibrahim.[36] Med takšno priložnostjo je Mohamed srečal nekaj Madanijev, ki so mu dovolili preseliti se v Medino, da bi ubežal preganjanju njegovih nasprotnikov v Meki.

#### Mohamedovo obdobje
Kot deželi Meka in Medina je bil Hedžas kraj, kjer se je rodil Mohamed in kjer je ustanovil monoteistični ummet privržencev, bil potrpljenje s svojimi sovražniki ali se boril proti njim, se preselil iz od enega kraja do drugega, pridigal ali izvajal svoja prepričanja, živel in umrl. Glede na to, da je imel tu tako privržence kot sovražnike, so bile na tem območju izvedene številne bitke ali ekspedicije, kot so tiste pri Al-Aḥzābu ('Konfederati'), Badru in Ḥunajnu. Vključevali so tako makanske spremljevalce, kot so Hamza ibn Abd al-Muttalib, Ubayda ibn al-Harith in Sa'd ibn Abi Waqqas, kot madanijeve tovariše. Hedžas je padel pod Mohamedov vpliv, ko je zmagal nad svojimi nasprotniki, in je bil tako del njegovega imperija.

### Kasnejša zgodovina
Zaradi prisotnosti dveh svetih mest v Hedžasu so regiji vladali številni imperiji. Hedžas je bil v središču Rašidunskega kalifata, zlasti medtem ko je bila njegova prestolnica Medina od 632 do 656 ACE. Regija je bila takrat pod nadzorom regionalnih sil, kot sta Egipt in Osmansko cesarstvo, skozi večino svoje poznejše zgodovine. Ko so Osmani izgubili nadzor nad njim, je Hedžas postal neodvisna država.

#### Kratka neodvisnost
Po koncu osmanske suverenosti in nadzora nad Arabijo je leta 1916 Husein bin Ali postal vodja neodvisne države Hedžas. Leta 1924 je Ali bin Husein nasledil mesto kralja Hedžasa. Nato je Ibn Saud nasledil Huseina kot kralj Hedžasa in Nedžda. Ibn Saud je od leta 1926 do 1932 vladal obema ločenima enotama, znani kot Kraljevini Hedžas in Nedžd.

#### V sodobni Saudovi Arabiji
23. septembra 1932 sta bili kraljevini Hedžas in Nedžd združeni v Kraljevino Saudovo Arabijo. Ta dan se obeležuje kot saudski državni dan.

## Kultura

### Religija
Kulturno okolje Hedžasa je pod velikim vplivom islama, še posebej, ker vsebuje dve najsvetejši mesti, Meko in Medino. Poleg tega se Koran šteje za ustavo Saudove Arabije, šeriat pa je glavni pravni vir. V državi vlada ne podpira islama le politično, ampak ima tudi velik vpliv na kulturo in vsakdanje življenje ljudi. Družba je na splošno globoko religiozna, konservativna, tradicionalna in družinsko usmerjena. Številni odnosi in tradicije so stoletja stari, izhajajo iz arabske civilizacije in islamske dediščine.

### Kulinarika
Kuhinja Hedžasa ima večinoma arabske jedi, tako kot ostala Saudova Arabija. Mesne jedi na žaru, kot sta šavarma in kebab, so dobro znane v Hedžasu. Nekatere jedi so avtohtone, na primer saleeg. Jedi so znane po svojih začimbah.

## Geografija
Regija leži vzdolž tektonskega jarka Rdečega morja. Znana je tudi po temnejšem, bolj vulkanskem pesku. Glede na prejšnjo definicijo Hedžas vključuje nekaj gora v pogorju Sarat, ki topografsko ločuje Nadžd od Tehame. Rastline Bdellium ali lažna mira so pogoste v Hedžasu. Savdska Arabija, še posebej Hedžas, je dom več kot 2000 spečih vulkanov. Polja lave v Hedžasu, lokalno znana po arabskem imenu ḥarrāt (حَرَّات, ednina: ḥarrah (حَرَّة)), tvorijo eno največjih alkalnih bazaltnih regij na Zemlji, ki pokriva približno 180.000 km².

## Mesta
Provinca Al Bahah:
- Al-Bāḥah[43]

Provinca Medina:
- Al-Madīnah Al-Munawwarah (Medina)[2]
- Badr[44]
- Yanbuʿ al-Baḥr (Janbu)[2]

Provinca Meka:
- Aṭ-Ṭāʾif[45]
- Jiddah (Džida)[2]
- Makkah (Meka)[2]
- Rābigh[46][47]

Provinca Tabuk:
- Tabūk[48]
- Umluj

## Mednarodni turistični razvoj
Kot sestavni del Saudske vizije 2030 je v razvoju turistična destinacija s površino 28.000 kvadratnih kilometrov, [64] med mestoma Umluj (25°3′0″N 37°15′54.36″E / 25.05000°N 37.2651000°E) in Al-Wajh (26°14′11.76″N 36°28′8.04″E / 26.2366000°N 36.4689000°E), na obali Rdečega morja. Projekt bo vključeval razvoj 22 od 90+ otokov, ki ležijo ob obali, da bi ustvarili »popolnoma integrirano luksuzno destinacijo mešane rabe«, in ga bodo »upravljali zakoni, enaki mednarodnim standardi«.

## Demografija
Hedžas je najbolj naseljena regija v Saudovi Arabiji, ki vsebuje 35 % vsega prebivalstva. Večina prebivalcev Hedžasa je sunitov s šiitsko manjšino v mestih Medina, Meka in Džida. Mnogi se imajo za bolj kozmopolite, ker je bil Hedžas stoletja del velikih islamskih imperijev od Omajadov do Osmanov. Prebivalci Hedžasa, ki se čutijo še posebej povezani s svetima mestoma Meko in Medino, imajo verjetno najmočneje artikulirano identiteto med vsemi regionalnimi skupinami v Saudovi Arabiji.

## Galerija
- Gore v bližini At-Ta'ifa, 2012
- Taborišče Mina na obrobju Meke, kjer se zbirajo muslimanski romarji za hadž (veliko romanje). Masjid Al-Khayf je viden na desni.
- Muslimanski romarji, ki se zbirajo na planoti gore Arafat
- Gora Uhud na območju Medine
- Kampus Univerze za znanost in tehnologijo kralja Abdullaha (KAUST) ponoči
- Mesto Al-Bahah, ki leži na nadmorski višini 2155 m